# Consell d'Administració Fiduciària de les Nacions Unides
El Consell d'Administració Fiduciaria de les Nacions Unides (anglès United Nations Trusteeship Council, francès Le Conseil de tutelle des Nations unies) un dels principals òrgans de les Nacions Unides, va ser establert en el Capítol XIII de la Carta de les Nacions Unides, per supervisar l'administració dels territoris fideïcomissaris posats sota el règim d'administració fiduciària, per promoure l'avançament dels habitants d'aquests territoris i el seu desenvolupament progressiu cap al govern propi o la independència.

1945, fideïcomisos en verd

2000, sense fideïcomisos

## Història
El Consell d'Administració Fiduciaria es va constituir en 1945 per supervisar la preparació dels Territoris fideïcomissaris per la seva autonomia o la independència, com a successor del sistema de Mandats de la Societat de Nacions.
En total van ser onze els territoris posats sota fideïcomís: set a Àfrica i quatre a Oceania. Deu d'aquests territoris havien estat prèviament Mandats de la Societat de Nacions, i l'onzè va ser la Somàlia Italiana.
Els propòsits del règim d'administració fiduciària s'han complert a tal punt que tots els territoris en fideïcomís han aconseguit el govern propi o la independència, ja sigui com a Estats separats o mitjançant la seva unió amb països independents veïns. L'únic territori que no s'ha integrat com a part d'un altre Estat o ha adquirit la seva independència han estat les Illes Marianes del Nord en decidir convertir-se en un Estat Associat (Commonwealth) amb EUA des de 1976.
L'1 de novembre de 1994, el Consell de Seguretat va posar fi a l'Acord d'Administració Fiduciària corresponent a l'últim dels 11 territoris en fideïcomís originals que figuraven al seu programa: el Territori en Fideïcomís de les Illes del Pacífic, que s'havia acabat de constituir com un estat independent anomenat República de Palau, i que fins llavors havia estat administrada pels EUA.

## Activitat
De conformitat amb l'article 87 de la Carta de les Nacions Unides (Capítol XIII), el Consell d'Administració Fiduciaria està autoritzat a examinar i debatre els informes presentats per l'autoritat administradora respecte de l'avançament polític, econòmic, social i educatiu de la població dels territoris en fideïcomís i, en consulta amb l'autoritat administradora; a examinar peticions provinents dels territoris en fideïcomís; i a realitzar visites periòdiques i altres missions especials a aquests territoris.
El Consell d'Administració Fiduciària no va mantenir cap responsabilitat per als territoris colonials fora del sistema de fideïcomisos, encara que la Carta de les Nacions Unides establia el principi que els Estats membres haurien d'administrar aquests territoris conforme als interessos dels seus habitants.
Des de 1994, el Consell d'Administració Fiduciària va suspendre les seves activitats, al no existir fideïcomisos de l'ONU, i encara que segueix existint teòricament d'acord amb la Carta de les Nacions Unides, la seva existència i funcions estan indeterminades. En conseqüència, el Consell va modificar el seu reglament per celebrar reunions quan sigui necessari, per petició del seu President, d'una majoria dels seus membres o a petició del Consell de Seguretat o de l'Assemblea General.

## Composició
La seva composició consistia en un nombre igual d'Estats membres administradors i no administradors de fideïcomisos; d'aquesta forma, el Consell d'Administració Fiduciària consistia en els Estats membres administradors de fideïcomisos, els restants Estats del Consell de Seguretat no administradors, i un nombre d'Estats membres de l'ONU no administrats fins a igualar el nombre amb els Estats administradors d'aquests territoris, i escollits per l'Assemblea General per un període de 3 anys.
En anar reduint-se els fideïcomisos, la composició d'aquest Consell d'Administració Fiduciària ha quedat limitada als cinc membres permanents del Consell de Seguretat: Xina, els Estats Units, la Federació de Rússia, França i el Regne Unit. Des de 2013 el seu president és el francès Alexis Lamek, amb Peter Wilson com a vicepresident,

## Enllaços externas
- Consell d'Administració Fiduciària de les Nacions Unides
- Pàgina de l'ONU sobre al descolonització